# Stawy Milickie

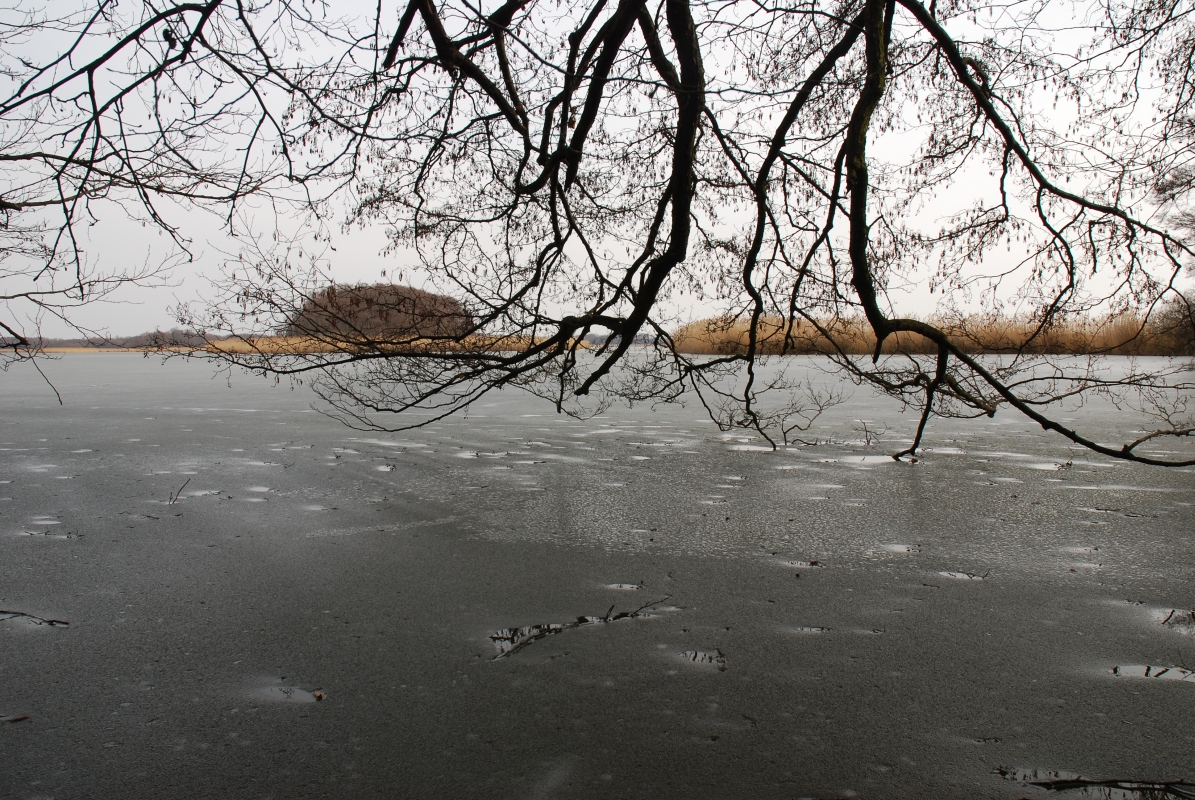
Staw Grabownica w porze przedwiośnia

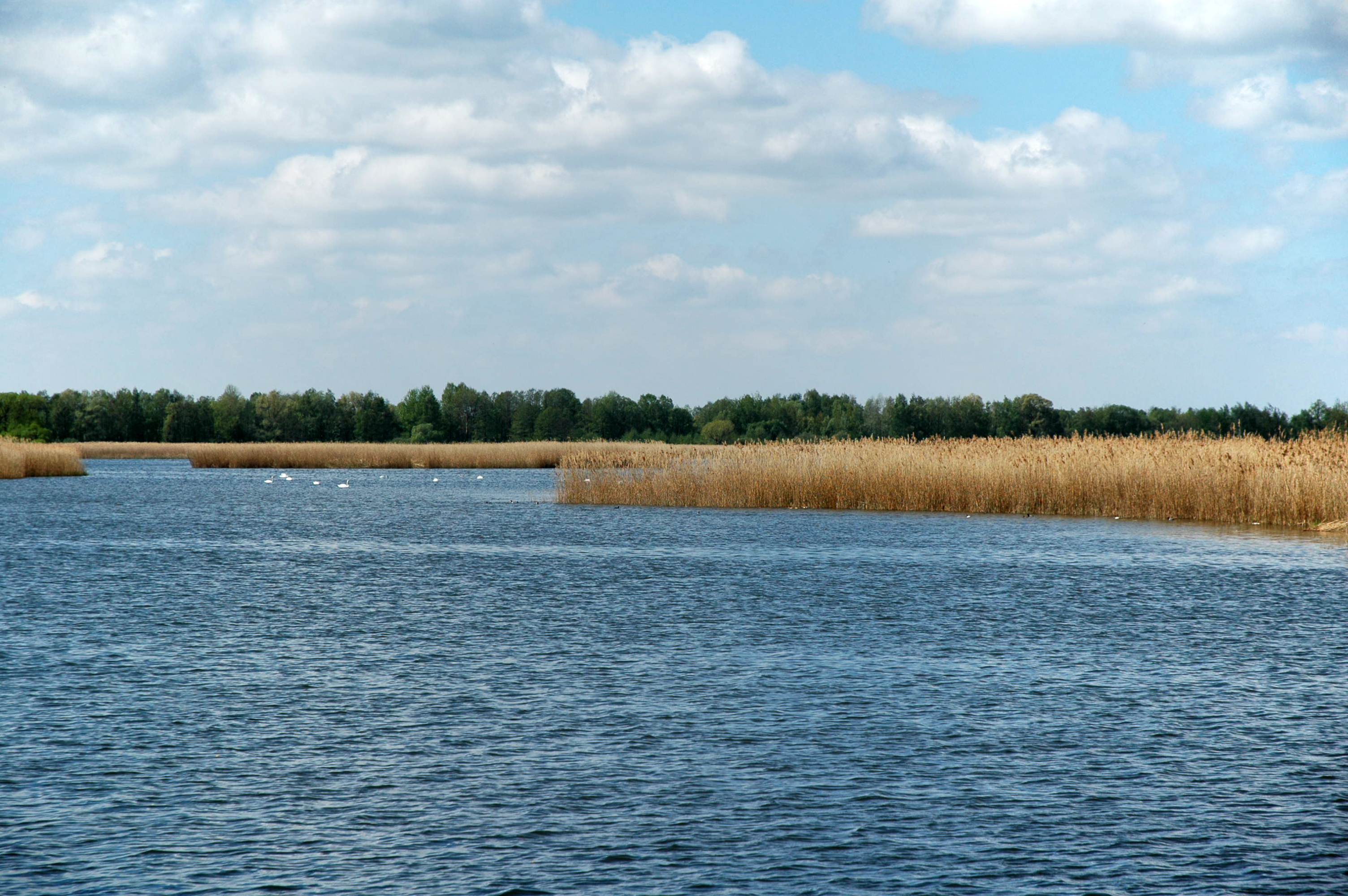
Stawy Milickie – widok na Staw Słoneczny Górny

Stawy Milickie – wielki zespół stawów rybnych (m.in. Krośnice, Potasznia, Radziądz, Ruda Sułowska i Stawno) położony w kotlinowatych rozszerzeniach doliny Baryczy, w okolicach Milicza i Żmigrodu.
Liczba stawów wynosi ponad 285, a ich łączna powierzchnia liczy ok. 77 km². Maksymalna głębokość wynosi 2,5 m. Wysokość terenu: 95–120 m n.p.m. Wiele stawów jest obecnie zdewastowanych, pozbawionych wody, czasem zarośniętych. Degradacji uległa także towarzysząca stawom infrastruktura – kanały, jazy, przepusty. Jako taki zespół stanowi unikatowy zabytek techniki.
Założone przez cystersów w XIII wieku, milickie stawy rybne są największym w Polsce i jednym z największych w Europie ośrodkiem hodowli karpia. Są także jednym z cenniejszych ośrodków ornitologicznych w Europie. W 1963 roku na ich obszarze utworzono rezerwat przyrody Stawy Milickie. Część z akwenów wykorzystuje dawne niecki pozostałe po wydobyciu rudy darniowej.
Region stawów jest od 1963 roku rezerwatem ptactwa wodnego i błotnego. Odnotowuje się tu 276 gatunków, z czego 166 gatunków ma tu swoje tereny lęgowe (m.in. żuraw, łabędź niemy, gęś gęgawa, orlik krzykliwy, bielik, kania ruda i inne). Od 1996 roku część Parku Krajobrazowego Dolina Baryczy, objęta także ochroną w ramach konwencji ramsarskiej. Wpisane na listę Living Lakes w 1995 roku.

## Wybrane stawy
- Grabownica
- Jan
- Jaskółcze
- Niezgoda
- Rudy
- Słoneczny Górny
- Słupicki Stary